# Kawasaki Ninja ZX-6R
La Kawasaki ZX-6R/RR è una motocicletta sportiva prodotta dalla casa motociclistica giapponese Kawasaki in produzione dal 1995. 
Con questo modello la casa motociclistica prosegue l'uso del telaio in alluminio, introdotto per la prima volta nella categoria sulla ZZR 600 del 1990. Il motore, a seconda delle versioni, ha una cilindrata di 599 o di 636 cm³ e sviluppa una potenza da 100 a 130 CV.

## Storia

### Dal 1995 al 2002
La Kawasaki ZX-6R (comunemente detta Ninja 600) debuttò nel 1995, mutuando l'estetica dalla ZX-9R uscita l'anno prima. Il motore da 599cc aveva una potenza di 100 cavalli e consentiva alla moto di raggiungere i 100 km/h in 3,6 secondi.
Nel 1998 si ebbe un aumento della potenza da 100 a 108 cavalli, grazie ad un airbox completamente riprogettato, mentre nel 2000 si ebbe un ulteriore aumento di 4 cavalli grazie al lieve aumento del rapporto di compressione.
Nel 2002 la Kawasaki fa una mossa inaspettata, dando il via alla produzione di una versione da 636cc da affiancare alla standard da 599cc.

### Dal 2003 ad oggi

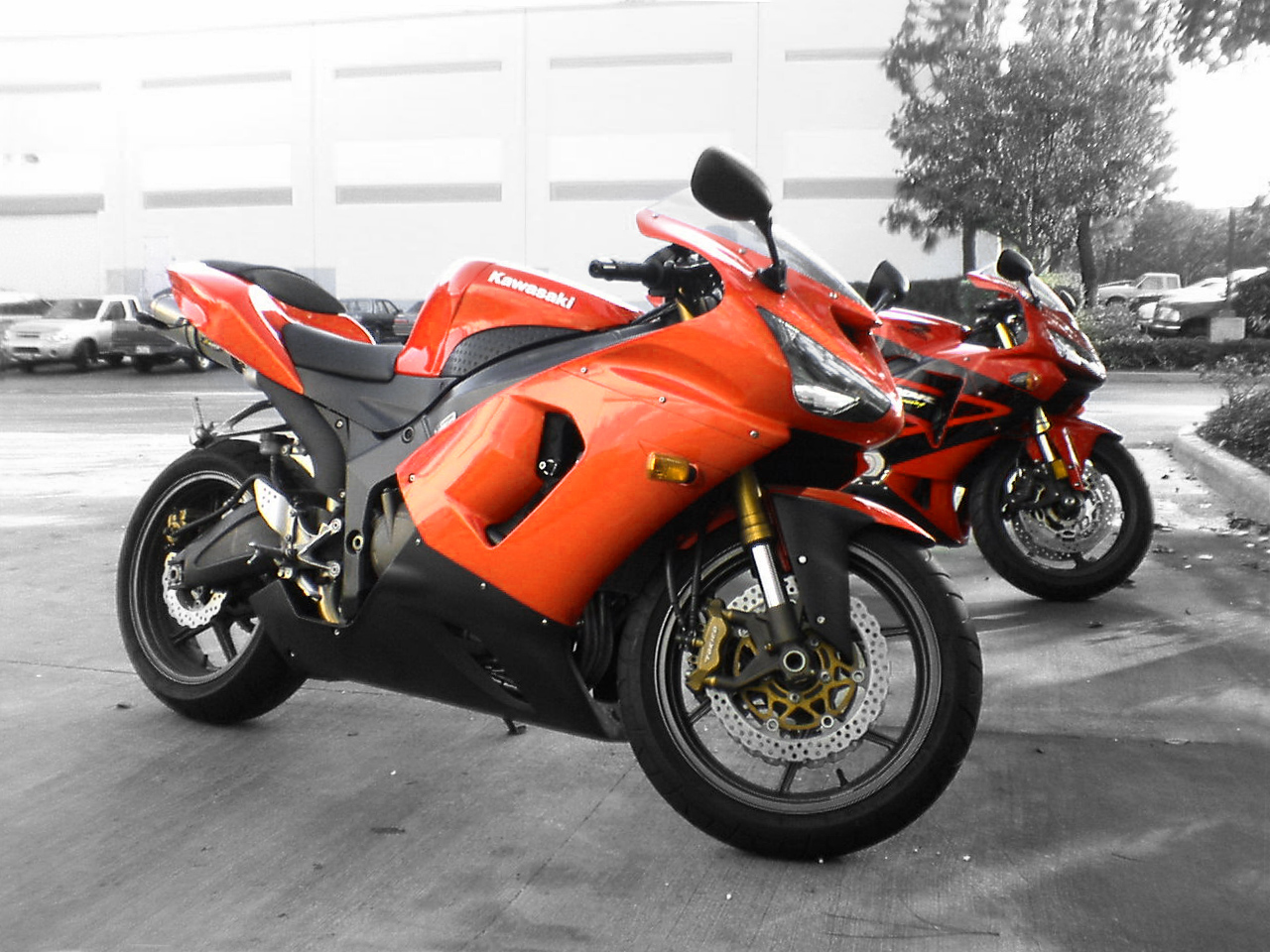
Kawasaki Ninja ZX-6R versione 2005

Il modello del 2003 porta con sé numerosi e profondi cambiamenti. In primis si ha il passaggio all'iniezione elettronica, il che porta ad una riduzione dei consumi e ad un lieve aumento della potenza del motore. La ciclistica viene migliorata con l'adozione di pinze ad attacco radiale a quattro pistoncini, mentre il telaio viene irrigidito ed alleggerito.  Le linee della moto cambiano in maniera evidente: la coda si fa più lunga ed alta, il serbatoio più grosso, le carene laterali meno bombate, la presa d'aria viene spostata in posizione centrale.
Nel 2004 viene raddoppiato il numero di iniettori, che ora sono due per cilindro; questo comporta un discreto aumento di potenza, portando la ZX-6R in linea con le rivali giapponesi. In tale anno, per la prima volta la sportiva Kawasaki vince il campionato Masterbike.
Nel 2005 il design della moto viene nuovamente rivisto: il telaio viene verniciato di nero, lo scarico da laterale diventa sottosella, le frecce anteriori vengono integrate nella carena, la coda viene ingrossata ed i fanali arrotondati. Anche il motore beneficia di un evidente restyling, arrivando a 136 cavalli a 14000 giri/min compreso Airbox.

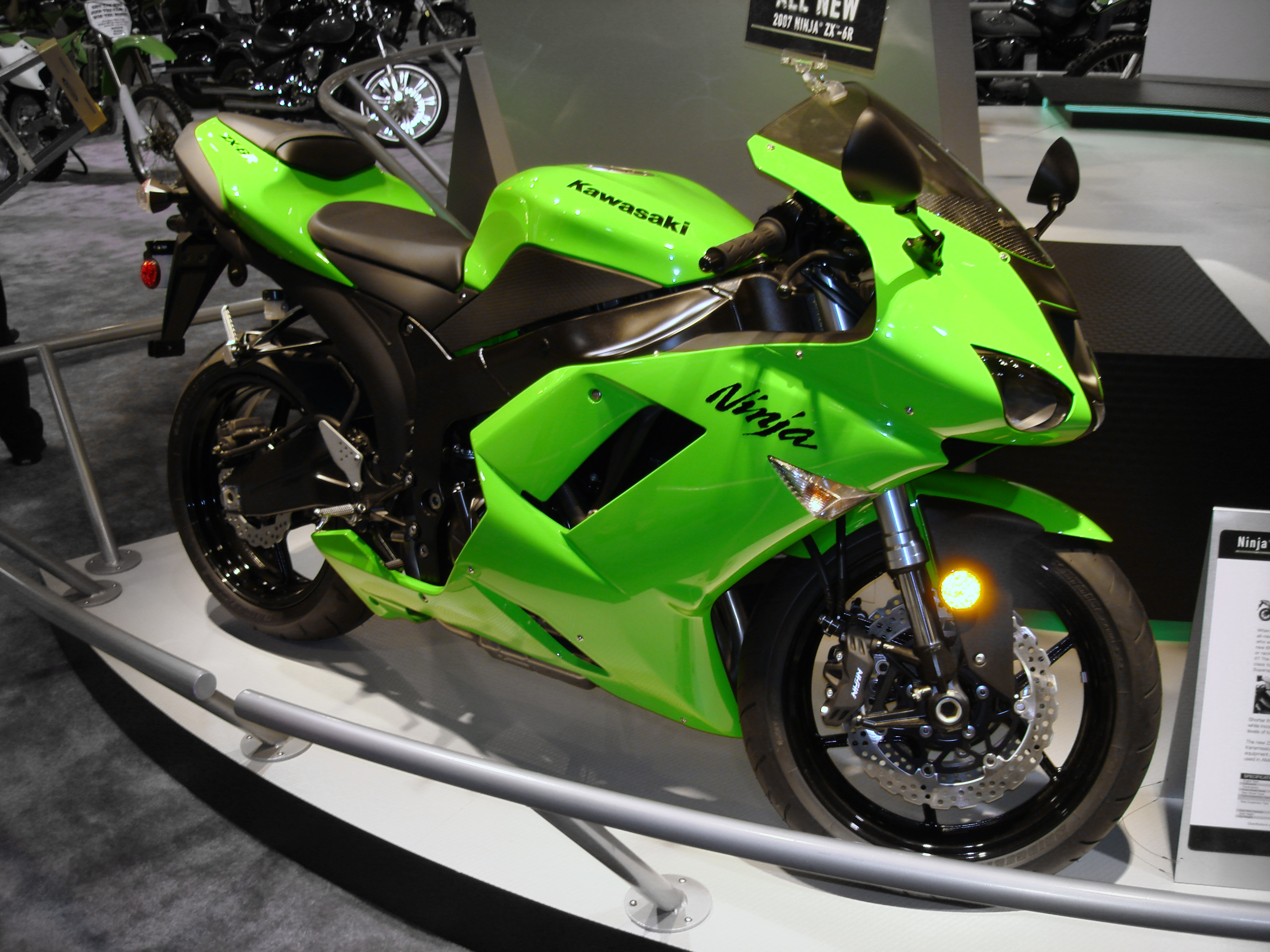
ZX-6R del 2007

Nonostante il consenso del pubblico, nel 2007 la Kawasaki interrompe la produzione del motore da 636cc ed elimina la sigla ZX-6RR. Il motore viene totalmente ridisegnato: il nuovo propulsore risulta molto più compatto del precedente, tuttavia anche a causa della cilindrata inferiore è di 5 cavalli meno potente. La ciclistica viene migliorata con l'adozione di sospensioni completamente regolabili in compressione, estensione e precarico (il monoammortizzatore posteriore ha anche 2 regolazioni nel precarico per le alte e basse velocità).

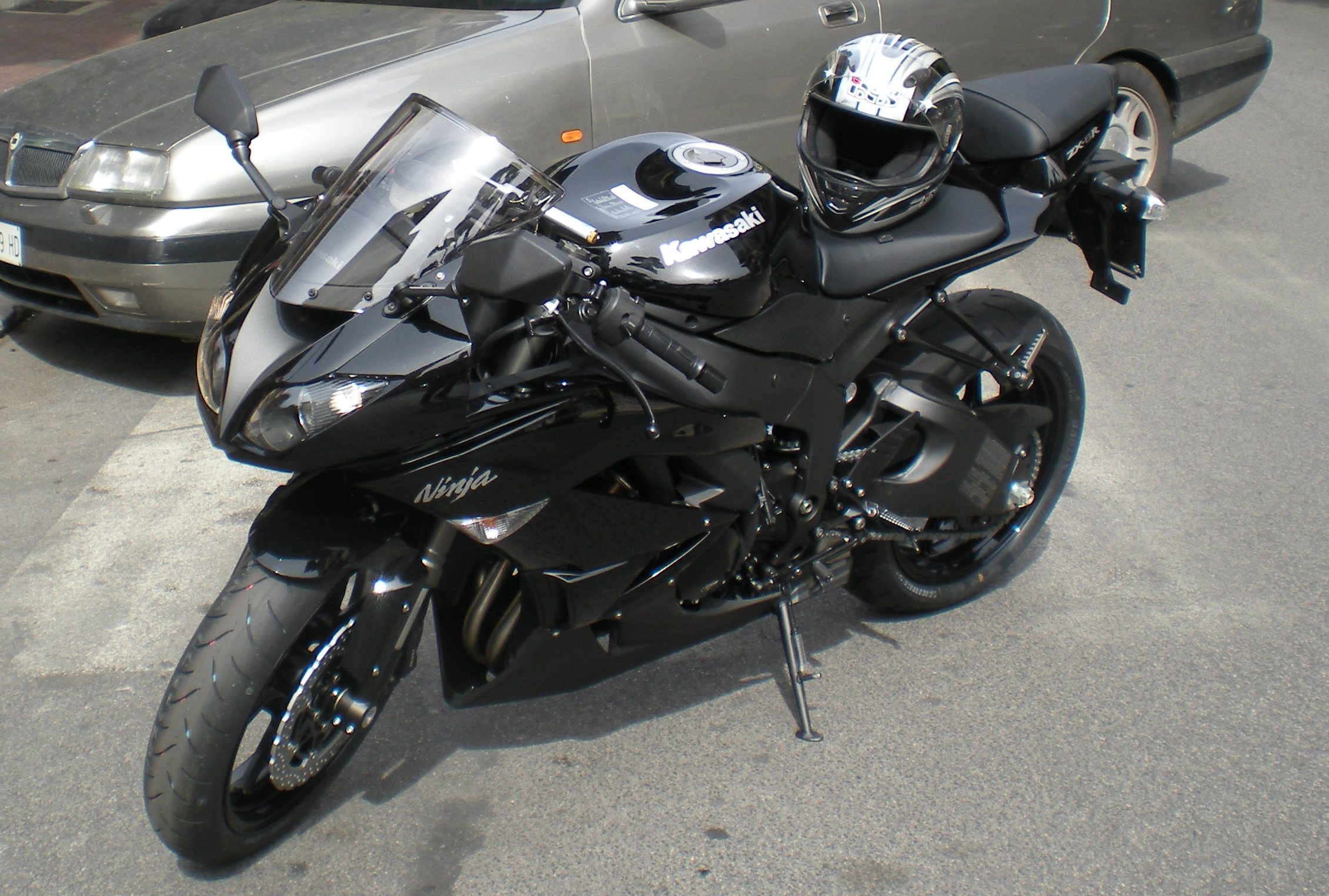
Modello 2009-2012 della ZX-6R

Nel 2009 si ha un ulteriore restyling: il look ora è ispirato a quello della ZX-10R del 2008, compreso lo scarico che torna ad essere laterale. La moto risulta più leggera della versione precedente, meno ingombrante e con una potenza leggermente superiore (128 cavalli).
La versione 2013 è stata presentata alla fine del 2012. Le modifiche estetiche apportate sono limitate rispetto alla versione precedente, viene però reinserita in commercio la versione con propulsore 636 che presenta un aspetto estetico drasticamente cambiato ancora una volta seguendo i canoni dettati dalla versione dalla sorella maggiore ZX-10R. La gamma è ora nuovamente differenziata tra due versioni, differenti anche da un punto di vista estetico, rispettivamente soddisfacenti e non soddisfacenti i requisiti di regolamento per le competizioni rivolte alla categoria di media cilindrata, ZX-6R e ZX-6R 636.
Nel 2014 ne è stata creata la versione 30th Anniversary per commemorare il 30º anniversario della creazione del primo modello Ninja. Il modello si caratterizzava per una livrea ispirata nelle linee e nelle colorazioni alla Ninja ZX-10R del Mondiale SBK.

## Caratteristiche tecniche

### Specifiche tecniche modelli dal 1995 al 2002
I dati riportati sono quelli dichiarati dalla Casa costruttrice.
|                           | 1995-1997 ZX-6R | 1998-1999 ZX-6R | 2000-2001 ZX-6R                                                                                                  | 2002 ZX-6R |
| ------------------------- | --- | --- | --- | --- |
| Identificativo modello    | ZX-600F | ZX-600G | ZX-600J | ZX-636J |
| Tipologia motore          | Raffreddato a liquido, 4 tempi, 4 valvole per cilindro, 4 cilindri in linea trasversale                             | Raffreddato a liquido, 4 tempi, 4 valvole per cilindro, 4 cilindri in linea trasversale | Raffreddato a liquido, 4 tempi, 4 valvole per cilindro, 4 cilindri in linea trasversale                          | Raffreddato a liquido, 4 tempi, 4 valvole per cilindro, 4 cilindri in linea trasversale                          |
| Cilindrata                | 599 cc | 599 cc | 599 cc | 636 cc |
| Alesaggio/Corsa           | 66.0 mm x 43.8 mm                                                                                                   | 66.0 mm x 43.8 mm | 66.0 mm x 43.8 mm                                                                                                | 68.0 mm x 43.8 mm                                                                                                |
| Potenza massima           | 104 CV | 111 CV | 111 CV | 117 CV |
| Coppia Massima            | 6,7 kgf.m (66 N·m) a 9.900 giri/min                                                                                 | 6,7 kgf.m (66 N·m) a 9.900 giri/min | 6,7 kgf.m (66 N.m) à 10 000 tr/min                                                                               | ND |
| Rapporto di compressione  | 11.8:1 | 11.8:1 | 12.8:1 | ND |
| Alimentazione             | Quattro carburatori Keihin CVKD36                                                                                   | Quattro carburatori Mikuni BDSR36R | Quattro carburatori Mikuni BDSR36R                                                                               | Quattro carburatori Mikuni BDSR36R                                                                               |
| Trasmissione              | Frizione multidisco a bagno d'olio, cambio sequenziale a 6 marce (sempre in presa), trasmissione finale a catena    | Frizione multidisco a bagno d'olio, cambio sequenziale a 6 marce (sempre in presa), trasmissione finale a catena                                                                                                | Frizione multidisco a bagno d'olio, cambio sequenziale a 6 marce (sempre in presa), trasmissione finale a catena | Frizione multidisco a bagno d'olio, cambio sequenziale a 6 marce (sempre in presa), trasmissione finale a catena |
| Pneumatico Anteriore      | 120/60-ZR17 | 120/60-ZR17 | 120/65-ZR17 | 120/65-ZR17 |
| Pneumatico Posteriore     | 160/60-ZR17 | 1998: 170/80-ZR17 1999: 170/55-ZR17 | 180/55-ZR17 | 180/55-ZR17 |
| Sospensione anteriore     | Forcella di 41 mm, regolabile in precarico, compressione (11 pos.) e estensione (12 pos.)                           | Forcella a steli rovesciati di 46 mm, regolabile in precarico, estensione e compressione (20 pos.) Forcella a steli rovesciati di 46 mm, regolabile in precarico, estensione (12 pos.) e compressione (10 pos.) | forcella convenzionale Kayaba 46 mm, estensione 120 mm, tripla regolazione                                       | forcella convenzionale Kayaba 46 mm, estensione 120 mm, tripla regolazione                                       |
| Sospensione posteriore    | Monoammortizzatore progressivo UNI-TRAK a gas regolabile in precarico, estensione (4 pos.) e compressione (19 pos.) | Monoammortizzatore progressivo UNI-TRAK a gas regolabile in precarico, estensione e compressione (20 pos.) | Monoammortizzatore, estensione 135 mm, tripla regolazione                                                        | Monoammortizzatore Kayaba, estensione 137 mm, tripla regolazione                                                 |
| Freno anteriore           | Doppio disco semiflottante, con pinze a 4 pistoncini                                                                | Doppio disco semiflottante da 300mm, con pinze a 6 pistoncini | Doppio disco semiflottante da 300mm, con pinze a 6 pistoncini                                                    | Doppio disco semiflottante da 300mm, con pinze a 6 pistoncini                                                    |
| Freno posteriore          | Disco singolo da 220mm, con pinza a singolo pistoncino                                                              | Disco singolo da 220mm, con pinza a singolo pistoncino | Disco singolo da 220mm, con pinza a singolo pistoncino                                                           | Disco singolo da 220mm, con pinza a singolo pistoncino                                                           |
| Capacità serbatoio        | 18 litri | 18 litri | 18 litri | 18 litri |
| Peso a secco              | 182 kg | 176 kg | 171 kg | 171 kg |
| Colori                    | Verde, rosso | Verde, nero, rosso | 2000: Verde, rosso, argento 2001: Verde, giallo, blu                                                             | verde/nero o rosso/nero e argento/nero                                                                           |
| Omologazioni inquinamento | Euro 1 | Euro 1 | Euro 1 | Euro 1 |

### Specifiche tecniche modelli dal 2003 ad oggi
I dati riportati sono quelli dichiarati dalla Casa costruttrice.
|                                                        | 2003-2004 ZX-6RR                                                                                                 | 2003-2004 ZX-6R                                                                                                  | 2005-2006 ZX-6R | 2005-2006 ZX-6RR | 2007-2008 ZX-6R | 2009-oggi ZX-6R |
| ------------------------------------------------------ | --- | --- | --- | --- | --- | --- |
| Identificativo modello                                 | ZX-600 | ZX-636B1 | ZX-636C1 | ZX-600 | ZX-600 | ZX-600 |
| Dimensioni in mm (Lun. x Lar. x Alt.)                  | 2025 x 720 x 1100                                                                                                | 2025 x 720 x 1100                                                                                                | 2065 x 715 x 1110 | 2065 x 715 x 1110 | 2105 x 720 x 1125 | 2090 x 705 x 1115 |
| Tipologia motore                                       | Raffreddato a liquido, DOHC, 4 tempi, 4 valvole per cilindro, 4 cilindri in linea trasversale                    | Raffreddato a liquido, DOHC, 4 tempi, 4 valvole per cilindro, 4 cilindri in linea trasversale                    | Raffreddato a liquido, DOHC, 4 tempi, 4 valvole per cilindro, 4 cilindri in linea trasversale                                 | Raffreddato a liquido, DOHC, 4 tempi, 4 valvole per cilindro, 4 cilindri in linea trasversale                                 | Raffreddato a liquido, DOHC, 4 tempi, 4 valvole per cilindro, 4 cilindri in linea | Raffreddato a liquido, DOHC, 4 tempi, 4 valvole per cilindro, 4 cilindri in linea |
| Cilindrata                                             | 599 cc | 636 cc | 636 cc | 599 cc | 599 cc | 599 cc |
| Alesaggio/Corsa                                        | 67.0 mm x 42.5 mm                                                                                                | 68.0 mm x 43.8 mm                                                                                                | 68.0 mm x 43.8 mm | 67.0 mm x 42.5 mm | 67.0 mm x 42.5 mm | 67.0 mm x 42.5 mm |
| Potenza massima                                        | 86,0 kW (117 cv) a 13.000 giri/min                                                                               | 87,0 kW (118 CV) a 13.000 giri/min                                                                               | 95,5 kW (130 CV) a 14.000 giri/min                                                                                            | 90,5 kW (123 CV) a 14.000 giri/min                                                                                            | 91,9 kW {125 CV} a 14.000 giri/min | 94,1 kW {128 CV} a 14.000 giri/min |
| Coppia Massima                                         | 65,0 Nm (6,6 kgm) a 12.000 giri/min                                                                              | 67,0 N·m (6,8 kgm) a 11.000 giri/min                                                                             | 70,5 N·m (7,1 kgm) a 11.500 giri/min                                                                                          | 67,0 N·m (6,8 kgm) a 12.000 giri/min                                                                                          | 66,0 N·m {6,7 kgm} a 11.700 giri/min | 66,7 Nm {6,8 kgm} a 11.800 giri/min |
| Rapporto di compressione                               | 13.5:1 | 12.8:1 | 12.9:1 | 13.5:1 | 13.9:1 | 13.3:1 |
| Alimentazione                                          | Iniezione elettronica con quattro iniettori Keihin TTK-38                                                        | Iniezione elettronica con quattro iniettori Keihin TTK-38                                                        | Iniezione elettronica con quattro iniettori Keihin KEIHIN TTK-38 e quattro iniettori Keihin a tre fori                        | Iniezione elettronica con quattro iniettori Keihin KEIHIN TTK-38 e quattro iniettori Keihin a tre fori                        | Iniezione elettronica con quattro iniettori Keihin da 38 mm e sottovalvole a farfalla ovali | Iniezione elettronica con quattro iniettori Keihin da 38 mm e sottovalvole a farfalla ovali |
| Trasmissione                                           | Frizione multidisco a bagno d'olio, cambio sequenziale a 6 marce (sempre in presa), trasmissione finale a catena | Frizione multidisco a bagno d'olio, cambio sequenziale a 6 marce (sempre in presa), trasmissione finale a catena | Frizione multidisco a bagno d'olio, cambio sequenziale a 6 marce (sempre in presa), trasmissione finale a catena              | Frizione multidisco a bagno d'olio, cambio sequenziale a 6 marce (sempre in presa), trasmissione finale a catena              | Frizione multidisco a bagno d'olio, cambio sequenziale a 6 marce (sempre in presa) estraibile, trasmissione finale a catena | Frizione multidisco a bagno d'olio, cambio sequenziale a 6 marce (sempre in presa) estraibile, trasmissione finale a catena |
| Angolo di inclinazione del canotto di sterzo/avancorsa | 24.5 gradi/95 mm                                                                                                 | 24.5 gradi/95 mm                                                                                                 | 25 gradi/106 mm | 25 gradi/106 mm | 25 gradi/110 mm | 25 gradi/103 mm |
| Pneumatico Anteriore                                   | 120/65-ZR17 Tubeless                                                                                             | 120/65-ZR17 Tubeless                                                                                             | 120/65-ZR17 Tubeless | 120/65-ZR17 Tubeless | 120/70-ZR17 Tubeless | 120/70-ZR17 Tubeless |
| Pneumatico Posteriore                                  | 180/55-ZR17 Tubeless                                                                                             | 180/55-ZR17 Tubeless                                                                                             | 180/55-ZR17 Tubeless | 180/55-ZR17 Tubeless | 180/55-ZR17 Tubeless | 180/55-ZR17 Tubeless |
| Sospensione anteriore                                  | Forcella a steli rovesciati (41 mm) regolabile in precarico, estensione e compressione                           | Forcella a steli rovesciati (41 mm) regolabile in precarico, estensione e compressione                           | Forcella a steli rovesciati (41 mm) regolabile in precarico, estensione e compressione, rivestimento degli steli TiSiCN       | Forcella a steli rovesciati (41 mm) regolabile in precarico, estensione e compressione, rivestimento degli steli TiSiCN       | Forcella a steli rovesciati (41 mm) con molle di fine corsa regolabile in estensione, compressione e precarico molla totalmente regolabile (0–15 mm) | Forcella a steli rovesciati (41 mm) con molle di fine corsa regolabile in estensione, compressione e precarico molla totalmente regolabile (0–15 mm) |
| Sospensione posteriore                                 | Monoammortizzatore progressivo UNI-TRAK a gas regolabile in precarico, estensione e compressione                 | Monoammortizzatore progressivo UNI-TRAK a gas regolabile in precarico, estensione e compressione                 | Monoammortizzatore progressivo UNI-TRAK a gas regolabile in precarico, estensione e compressione (alta e bassa velocità)      | Monoammortizzatore progressivo UNI-TRAK a gas regolabile in precarico, estensione e compressione (alta e bassa velocità)      | Monoammortizzatore Uni-Trak con ammortizzatore a gas, molla a sbalzo e supporto superiore con cuscinetto a sfera, smorzamento di compressione continuo, doppio range (velocità alta/bassa), smorzamento di estensione: 25 posizioni, precarico molla totalmente regolabile (5.5-15.5 mm) | Monoammortizzatore Uni-Trak con ammortizzatore a gas, molla a sbalzo e supporto superiore con cuscinetto a sfera, smorzamento di compressione continuo, doppio range (velocità alta/bassa), smorzamento di estensione: 25 posizioni, precarico molla totalmente regolabile (5.5-15.5 mm) |
| Freno anteriore                                        | Doppio disco da 280 mm, pinze a 4 pistoncini opposti con attacco radiale, pompa freno assiale                    | Doppio disco da 280 mm, pinze a 4 pistoncini opposti con attacco radiale, pompa freno assiale                    | Doppio disco da 300 mm semiflottante a margherita, pinze a 4 pistoncini contrapposti con attacco radiale, pompa freno radiale | Doppio disco da 300 mm semiflottante a margherita, pinze a 4 pistoncini contrapposti con attacco radiale, pompa freno radiale | Doppio disco da 300 mm semiflottante a margherita, pinze a 4 pistoncini contrapposti con attacco radiale, pompa freno radiale | Doppio disco da 300 mm semiflottante a margherita, pinze a 4 pistoncini contrapposti con attacco radiale, pompa freno radiale |
| Freno posteriore                                       | Singolo disco da 220 mm                                                                                          | Singolo disco da 220 mm                                                                                          | Singolo disco da 220 mm a margherita                                                                                          | Singolo disco da 220 mm a margherita                                                                                          | Singolo disco da 210 mm a margherita | Singolo disco da 210 mm a margherita |
| Capacità serbatoio                                     | 18 litri | 18 litri | 18 litri | 18 litri | 18 litri | 18 litri |
| Altezza sella                                          | 825 mm | 825 mm | 820 mm | 820 mm | 820 mm | 815 mm |
| Peso a secco                                           | 161 kg | 161 kg | 164 kg | 164 kg | 167 kg | 191 kg (in marcia con liquidi al max) |
| Colori                                                 | 2003/2004: Verde                                                                                                 | 2003: Verde, Nero, Blu 2004: Verde, Grigio, Blu                                                                  | 2005: Verde, Argento, Blu 2006: Verde, Nero, Argento                                                                          | 2005/2006: Verde | 2007: Verde, Arancione, Nero, Blu elettrico 2008: Verde, Blu, Nero | 2009: Verde, Nero, Blu |
| Omologazioni inquinamento                              | Euro 1 | Euro 2 | Euro 2 | Euro 2 | Euro 3 | Euro 3 |